# Thladiantha cordifolia
Thladiantha cordifolia là một loài thực vật có hoa trong họ Cucurbitaceae. Loài này được (Blume) Cogn. miêu tả khoa học đầu tiên năm 1881.